# Nobody (Falco Luneau)
Nobody is een nummer van de Oostenrijks-Nederlandse zanger Falco Luneau, die in 2009 de talentenjacht "538 Demo Duel" op Radio 538 won.
Het nummer haalde de 28e positie in de Nederlandse Top 40, en stond vijf weken genoteerd. Het nummer werd de enige Top 40-hit die Falco Luneau tot nu toe had.